# Unbiquadium
L'unbiquadium (symbole Ubq) est la dénomination systématique attribuée par l'UICPA à l'élément chimique hypothétique de numéro atomique 124. Dans la littérature scientifique, il est généralement appelé élément 124.
Cet élément de la 8e période du tableau périodique appartiendrait à la famille des superactinides, et ferait partie des éléments du bloc g. Sa configuration électronique serait, par application de la règle de Klechkowski, [Og] 8s2 5g4, mais a été calculée, en prenant en compte les corrections induites par la chromodynamique quantique et la distribution relativiste de Breit-Wigner (en), comme étant [Og] 8s2 8p2 6f2 ; d'autres résultats ont été obtenus par des méthodes un peu différentes, par exemple [Og] 8s2 8p1 6f3 par la méthode Dirac-Fock-Slater, de sorte que cet élément n'aurait pas d'électron dans la sous-couche 5g.

## Stabilité des nucléides de cette taille
Aucun superactinide n'a jamais été observé, et on ignore si l'existence d'un atome aussi lourd est physiquement possible.
Le modèle en couches du noyau atomique prévoit l'existence de nombres magiques par type de nucléons en raison de la stratification des neutrons et des protons en niveaux d'énergie quantiques dans le noyau postulée par ce modèle, à l'instar de ce qui se passe pour les électrons au niveau de l'atome ; l'un de ces nombres magiques est 126, observé pour les neutrons mais pas encore pour les protons, tandis que le nombre magique suivant, 184, n'a jamais été observé : on s'attend à ce que les nucléides ayant environ 126 protons (unbihexium) et 184 neutrons soient sensiblement plus stables que les nucléides voisins, avec peut-être des périodes radioactives supérieures à la seconde, ce qui constituerait un « îlot de stabilité ».
La difficulté est que, pour les atomes superlourds, la détermination des nombres magiques semble plus délicate que pour les atomes légers, de sorte que, selon les modèles, le nombre magique suivant serait à rechercher pour Z compris entre 114 et 126.

## Recherche des isotopes les plus stables de l'élément 124
Étant proche de l'îlot de stabilité, l'élément 124 pourrait avoir des isotopes particulièrement stables pour un élément superlourd, avec des périodes radioactives se chiffrant peut-être en secondes, l'isotope le plus stable étant à cet égard 330124, avec 124 protons et 206 neutrons.
L'élément 124 fait partie des éléments qu'il pourrait être possible de produire — mais pas forcément de détecter — avec les techniques actuelles, dans l'îlot de stabilité ; la stabilité particulière de ces isotopes serait due à un effet quantique de couplage des mésons ω, l'un des neuf mésons dits « sans saveur ».
Une communication du CNRS a fait état en 2008 de l'observation de noyaux d'élément 124 au GANIL à Caen, en France. Cette équipe a bombardé une cible de germanium naturel avec des ions d'uranium 238 :
238
92U + naturel
32Ge → 308, 310, 311, 312, 314
124Ubq* → fission.
Ce résultat rendait compte de l'observation de fission de noyaux composés avec une période supérieure à 10–18 s, suggérant un fort effet de stabilisation pour Z = 124, ce qui positionnait le nombre magique suivant à Z > 120 et non à Z = 114 comme on pensait alors. Cependant, l'IUPAC considère qu'il faut 10–14 s pour qu'un noyau atomique fusionné s'organise en couches nucléaires constituées, de sorte que l'observation de noyaux composés — qui ne sont pas des noyaux organisés en couches nucléaires, mais sont un état transitoire résultant de l'impact entre projectile et noyau cible — comprenant 124 protons pendant un temps inférieur de plusieurs ordres de grandeur à cette limite de 10–14 s ne peut être retenue comme preuve de l'existence d'un noyau à 124 protons.